# Arimaspi

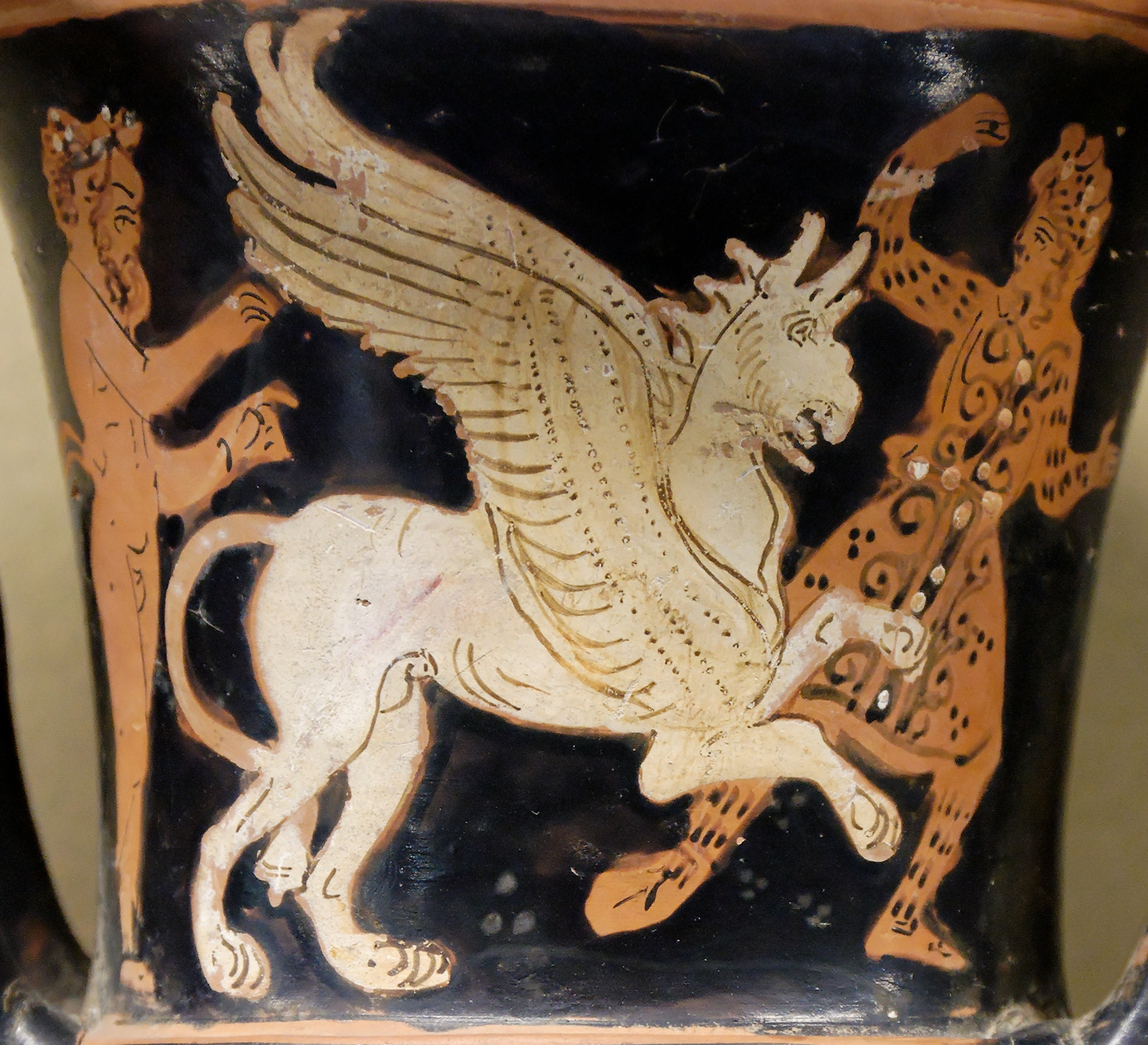
Un satiro (sinistra), un grifo (centro) e un Arimaspo (destra), dettaglio di un calice, ca.375–350 a.C., Louvre

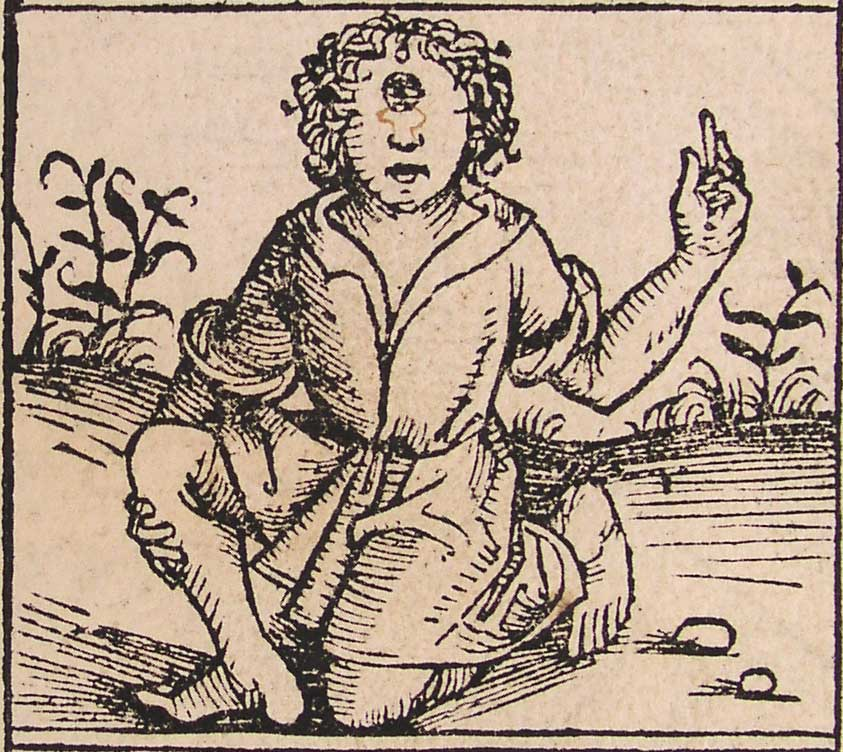
Un uomo monocolo rappresentato nelle Cronache di Norimberga

Gli Arimaspi sono un popolo leggendario citato da autori greci e latini (tra i quali Plinio il Vecchio) abitanti in un territorio posto a nord-est della Grecia.

Avevano la particolarità di avere un unico occhio e per questo venivano chiamati anche uomini monocoli. Fanno parte dei popoli mitologici ciclopi.
Secondo Erodoto, che cita un poema sugli Arimaspi di Aristea di Proconneso, il loro territorio si trovava tra quelli degli Iperborei e degli Issedoni, probabilmente nel nord della Scizia e quindi tra i monti del Caucaso ed il Mar Nero.
Sono spesso rappresentati mentre combattono con i grifoni (guardiani delle miniere) per il possesso delle miniere d'oro.